# Saint-Étienne-de-Serre
Saint-Étienne-de-Serre – miejscowość i gmina we Francji, w regionie Owernia-Rodan-Alpy, w departamencie Ardèche.
Według danych na rok 1990 gminę zamieszkiwało 186 osób, a gęstość zaludnienia wynosiła 11 osób/km² (wśród 2880 gmin regionu Rodan-Alpy Saint-Étienne-de-Serre plasuje się na 1441. miejscu pod względem liczby ludności, natomiast pod względem powierzchni na miejscu 656.).